# Хамзатова, Ася
А́ся (А́сет) Хамза́това (в замужестве Гана́ева) (род. Грозный Грозный, Чечено-Ингушская АССР, РСФСР, СССР) — советская чеченская спортсменка, чемпионка СССР, обладательница Кубка СССР, чемпионка Европы и мира, мастер спорта СССР международного класса по акробатике.

## Биография
Училась в грозненской школе-интернате № 1. Начала заниматься акробатикой во втором классе под руководством тренера Эдуарда Дмитриевича Якушова. Выступала в паре с Ириной Бабиной.
В 12 лет выполнила норматив мастера спорта. В 1979 году стала чемпионкой СССР, а в 1981 году в Донецке — обладательницей Кубка СССР. В 1980 году выступала на церемониях открытия и закрытия Олимпийских игр в Москве.
В 14 лет стала победительницей международных соревнований в Ленинграде и выполнила норматив мастера спорта международного класса. Стала победительницей чемпионата Европы в Ирландии, и чемпионата мира, проходившего в Бирме.
В 1982 году завершила спортивную карьеру. Окончила спортивный факультет Чечено-Ингушского педагогического института. Работает председателем коллегии Региональной общественной организации «Синтем».